# Acer barbatum
Acer barbatum é uma espécie de árvore do gênero Acer, pertencente à família Aceraceae.